# Sickerleitung
Die Sickerleitung (auch Dränleitung oder Drainageleitung) nimmt einsickernde Wässer aus dem Boden auf und leitet sie ab. Das Auffangen und Ableiten des Wassers kann notwendig werden, wenn Bauwerke oder Verkehrswege vor der ständigen Durchfeuchtung geschützt werden sollen. Zu der Bodenfeuchte tragen sowohl das Grundwasser als auch versickernde Regenwässer bei.
Auch die Verrohrung eines bestehenden Gewässers kann versickerndes Wasser aufnehmen, wenn sie durchlässig ausgeführt wird.
Sickerrohre bestehen sowohl aus Kunststoffen wie PVC und PE als auch aus Faserzement und Steinzeug. Es werden allseitig geschlitzte (Vollsickerrohr, Typenbezeichnung: TP – totally perforated pipe) als auch oben geschlitzte (2/3 geschlitzt) (Teilsickerrohr, Typenbezeichnung: LP – locally perforated pipe) und 1/3 geschlitzte (Mehrzweckrohr, Typenbezeichnung: MP – multipurpose pipe) Sickerleitungen unterschieden.
Sickerrohre mit größerem Durchmesser (typisch ab 300 mm Nennweite) können unter bestimmten Bedingungen auch als Versickerrohre in der Art einer Rigole eingesetzt werden.

## Funktionsweise
Die Rohrwandung der Sickerleitung ist glatt oder gewellt und besitzt Schlitze oder Löcher, durch die das Sickerwasser in das Rohr eindringen kann. Um das Sickerrohr herum befindet sich eine Sickerschicht aus bodenstabilem Filtermaterial, das nicht vom Sickerwasser ausgewaschen werden kann. Verzichtet man auf diese Sickerschicht, setzen die mitgeführten Feinstteile des Sickerwassers die Schlitze und Löcher der Sickerleitung allmählich zu und die Drainagewirkung geht verloren. Die Leitung wird mit einem Gefälle von 0,5 % bis max. 1 % eingebaut und führt die Wässer entweder der örtlichen Entwässerung oder einem Sickerschacht zu.
Es ist auf einen korrekten Einbau der Sickerleitung zu achten, da Fehler später nur unter hohem Kosten- und Arbeitsaufwand wieder beseitigt werden können. Des Weiteren sind Sickerleitungen in regelmäßigen Abständen mit entsprechenden Geräten zu spülen.
Je nach der zu erwartenden Menge an Regen- oder Abflusswasser können Sickerleitungen verbreitert werden oder auch aus mehreren Drainagerohren bestehen. Mehrere Rohre sorgen außerdem für Redundanz, falls eines der Rohre durch einen Defekt oder Bruch überläuft oder verstopft. Ein Rohr kann potenziell überlaufen, wenn es auf einer Seite der Drainage liegt, auf der mehr Wasser versickert, das Rohr an einer Hanglage oder an einem Dachüberhang hängt, an dem größere Mengen Abflusswasser in der Drainage versickern. Beim Überlaufen eines Rohrs kann Wasser seitlich auf andere parallel verlaufende Rohre ausweichen, die somit für Ausgleich sorgen. Auf diese Weise verlangsamt sich die Fließgeschwindigkeit nicht durch Luftblasen, die sich in übervollen Rohren bilden können.

## Einsatzbereich
Sickerleitungen werden überall dort eingesetzt, wo Sickerwasser anfällt und abgeleitet werden soll. So erstreckt sich der Einsatz von Sickerleitungen auf Gebäudedrainage, unterirdische Verkehrsflächenentwässerung und Entwässerung von Deponieflächen.

## Normung
Sicherleitungen für Verkehrswege- und Tiefbau sind in DIN 4262 genormt. Diese unterscheidet bei den in den meisten Anwendungsfällen eingesetzten Kunststoffrohren folgende Typen:
| Typ R2 | kreisrunde Rohre mit glatter Innenfläche und profilierter Außenfläche                |
| Typ R3 | kreisrunde Vollwandrohre mit homogenem Wandaufbau und glatter Innen- und Außenfläche |
| Typ C1 | tunnelförmige Rohre mit profilierter Innenfläche und glatter flacher Fließsohle      |
| Typ C2 | tunnelförmige Rohre mit glatter Innenfläche und glatter flacher Sohle                |

Darüber hinaus sind in DIN 1187 PVC-Dränrohre genormt, die in der landwirtschaftlichen Drainage und der Gebäudedrainage eingesetzt werden.